# Epie
Die Sprache Epie (ISO 639-3 ist epi) ist eine edoide Sprache aus der Sprachfamilie der Niger-Kongo-Sprachen, die im nigerianischen Bundesstaat Bayelsa, im kommunalen Bereich (LGA) Yenagoa, gesprochen wird.
Sie ist eine der drei edoiden Sprachen aus der Untergruppe Delta. Sie wird von etwa 12.000 Menschen aus den Volksgruppen Epie und Atissa gesprochen. Das Volk der Plema Atissa spricht den Dialekt atissa oder atisa. Die Sprecher des Epie sind zumeist zweisprachig mit der Sprache Englisch, da das Englische alleinige Unterrichtssprache des Landes ist. Einige können aber auch das Izon [ijc].